# レオン・フェルトヘンドラー
レオン・フェルトヘンドラー（Leon Feldhendler、1910年 – 1945年4月6日）はソビボル強制収容所の囚人だったユダヤ系ポーランド人。赤軍将校アレクサンドル・ペチェルスキーとともにソビボルからの脱出を計画したことで知られる。

## 生涯
ポーランドのジュウキェフカにユダヤ教のラビの息子として生まれる。製粉工場を経営していたが、ポーランドがナチス・ドイツに占領されたのちにナチスの命令でユダヤ人評議会が設置されるとフェルトヘンドラーはジュウキェフカのユダヤ人評議会の責任者とされた。1943年の初めころに親衛隊（SS）に連行され、ソビブル強制収容所へ送還された。しかしガス室送りを免れ、汽車で送られてくるユダヤ人を下ろす作業をする駅作業のユダヤ人たちの責任者となった。
1943年9月にユダヤ系としてソビブルへ送られてきていた赤軍将校アレクサンドル・ペチェルスキーとともに脱走を計画するようになる。フェルトヘンドラーとペチェルスキーは所長フランツ・ライヒライトナーSS大尉とその片腕グスタフ・ワグナーSS曹長が収容所を離れていた10月14日にこの脱走計画を実行にうつした。副所長のヨハン・ニーマンSS少尉はじめ看守のSS隊員たちを一人ずつおびき寄せてナイフで殺害していったが、11人殺害したところでSSにばれてしまった。ペチェルスキーが急遽生き残っている囚人たちの前で自由を求める演説をおこない、600人の囚人たちが大脱走を試みた。SS隊員の銃撃と収容所の周囲に設置されていた地雷原により囚人たちも次々と死亡したが、300人が収容所から逃げることに成功した。その後、多くの者がSSに捕まって処刑されたため、戦後を迎えることができたのはわずか50人程度であった。
フェルトヘンドラーも戦後を迎えることはできなかった。ドイツ軍が退却するまではルブリンに隠れていたが、1945年4月6日に地下組織に属する右翼テロ活動家のポーランド人により殺害されている。

## 映像作品
映画「脱走戦線 ソビボーからの脱出（Escape from Sobibor）」（1987年英国）ではアラン・アーキン（Alan Arkin）が演じた。